# Local.ch
local.ch (Eigenschreibweise: local.ch) ist eine Schweizer Onlineplattform für die Suche nach Unternehmen und Privatpersonen sowie für digitale Termin- und Tischbuchungen. Betreiberin ist die Swisscom Directories AG («localsearch») mit Sitz in Zürich.

## Geschichte
Swisscom gründete 2005 gemeinsam mit der Publigroupe die Local.ch AG. 2006 wurde das Online-Telefonbuch unter dem Namen local.ch lanciert. Am 24. März 2015 genehmigte die Wettbewerbskommission (WEKO) die Fusion von local.ch mit search.ch. Der Zusammenschluss wurde am 1. Juli 2015 vollzogen und führte zur Einführung der gemeinsamen Dachmarke «localsearch». Am 19. Dezember 2018 übernahm Swisscom den 31-Prozent-Anteil der Tamedia und wurde damit zur Alleineigentümerin. Am 4. April 2023 erfolgte ein umfassender Relaunch, bei dem sich das Unternehmen als «grösste Schweizer Buchungsplattform» neu positionierte.

## Dienstleistungen
- Telefon- und Adresssuche (White & Yellow Pages)
- Online-Buchungen für Gastronomie, Gesundheit, Beauty und Handwerk
- Termin- und Kundenverwaltung (z. B. MyCOCKPIT)
- Digitale Marketing- und Webpakete (z. B. digitalONE)

## Reichweite
- 640'000 Firmenprofile, davon 145'0000 direkt buchbar (2023).[5]
- Ø 1,7 Mio. Unique User monatlich; 21 Mio. Page-Views (Mediapulse H2 2022).[5]

## Geschäftsmodell
local.ch erzielt Einnahmen aus Werbung, Buchungs- und Transaktionsgebühren, Software-Abonnements sowie Zusatzdiensten wie Website-Erstellung.

## Eigentümer und Organisation
Swisscom hält seit 2019 100 Prozent der Swisscom Directories AG. Das Unternehmen beschäftigt rund 800 Mitarbeitende.